# Kai Johannes Polzhofer
Kai Johannes Polzhofer (* 19. April 1989 in München) ist ein österreichisch-deutscher Dirigent und Komponist.

## Leben
Kai Johannes Polzhofer wurde als Sohn einer deutschen Mutter und eines österreichischen Vaters in München geboren und studierte nach seinem Abitur in St. Ottilien Symphonie- und Operndirigat am Staatlichen Konservatorium Sankt Petersburg bei Aleksander Alekseev und absolvierte die Nationale Solistenklasse Dänemark (Konzertexamen Orchesterdirigat) bei Michael Schønwandt.
An der LMU München, der Kunstuniversität Graz, der Hochschule für Musik und Theater „Felix Mendelssohn Bartholdy“ Leipzig, der Universität Leipzig und an der Harvard University (Vollstipendium Doktorat) absolvierte er Studien in Philosophie und Komposition (bei den Komponisten Klaus Lang, Claus-Steffen Mahnkopf, Wolfram Schurig, Hans Tutschku, Steven Kazuo Takasugi, Chaya Czernowin und Friedrich Schenker). Private Studien fanden bei Gösta Neuwirth und dem Dirigenten Leonid Grin statt.
Während seiner Zeit in Boston initiierte und leitete er mit Karen Cueva von 2015 bis 2017 das Du Bois Orchestra Harvard, ein Sinfonieorchester, das sich dem Kampf gegen Rassismus, Sexismus und der Förderung sozialer Integration durch klassische Musik widmet. Darüber hinaus ist er Initiator und Mitbegründer des Künstlerkollektivs forma Leipzig e. V., das den Dialog zwischen Neuer Musik und zeitgenössischer Literatur in Leipzig fördert.
Als Dirigent und Assistent wurde er u. a. an der Bayerischen Staatsoper in München, der Deutschen Oper am Rhein, beim Gegenwartsmusikensemble der Göteborger Symphoniker (Ensemble gageego!) engagiert, arbeitete mit Chor und Orchester der Oper Göteborg, dem Sinfonieorchester Århus, dem Sinfonieorchester Aalborg, den Dänischen Philharmonikern sowie den Kopenhagener Philharmonikern und dem Sinfonieorchester Odense. Seine Kompositionen wurden u. a. vom Jack Quartet, Mivos Quartet, Ensemble Mosaik, Ensemble Recherche und Distractfold Ensemble uraufgeführt.
Als Autor äußert sich Kai Johannes Polzhofer zu wissenschaftlichen, philosophischen und gesellschaftlichen Themen der Musik publizistisch und auf Konferenzen. Seine kompositorischen Werke werden beim Musikverlag Edition Gravis verlegt.